# Миклошићеве сирене
„Миклошићеве сирене” је југословенски ТВ филм из 1985. године. Режирала га је Ева Балаш а сценарио је написао Филип Давид по делу Вељка Петровића.

## Улоге
| Глумац                  | Улога  |
| ----------------------- | ------ |
| Владислава Милосављевић | Марица |
| Бранислав Лечић         | Ненад  |
| Александра Ћорић        |        |
| Ласло Фолди             |        |
| Миодраг Мики Крстовић   |        |
| Иби Ромхањи             |        |